# Palaeorhiza rugosa
Palaeorhiza rugosa är en biart som beskrevs av Hirashima 1980. Palaeorhiza rugosa ingår i släktet Palaeorhiza och familjen korttungebin. Inga underarter finns listade i Catalogue of Life.